# Ronnie Cope
Ronnie Cope (ur. 5 października 1934 w Crewe, zm. 27 sierpnia 2016) – angielski piłkarz. Od 1951 do 1961 roku grał w Manchester United, a w latach 1961–1963 w Luton Town, następnie był zawodnikiem Northwich Victorii.